# Zákupy
Pour les articles homonymes, voir Reichstadt.
Zákupy est une ville du district de Česká Lípa, dans la région de Liberec, en République tchèque. Sa population s'élevait à 2 954 habitants en 2025.
La ville était connue autrefois sous son nom allemand de Reichstadt, qui signifie « ville d'Empire », désignant une ville libre.

## Géographie
La ville est située dans le nord de la région historique de Bohême sur les rives de la Svitávka, un affluent de la Ploučnice. Zákupy se trouve à 8 km à l'est du centre de Česká Lípa, à 31 km à l'ouest-sud-ouest de Liberec et à 70 km nord-nord-est de Prague.
La commune est limitée par Svojkov, Cvikov et Velenice au nord, par Brniště, Pertoltice pod Ralskem et Bohatice à l'est, par Ralsko au sud-est, Provodín au sud-ouest, et par Česká Lípa à l'ouest.

## Histoire
Le nom d'une forteresse à Zákupy apparaît pour la première fois en 1306. Elle faisait, à cette époque, partie du royaume de Bohême et quelques années plus tard est mentionnée comme un bourg en possession des seigneurs de Wartenberg (Vartenberkové). À partir de 1460/1463, les domaines étaient entre les mains de la famille Berka de Duba. L'année 1559 a été consacrée à la construction du château de Zákupy en style Renaissance.
Le château et la seigneurie de Reichstadt ont été acquis en 1612 par le duc Jules-Henri de Saxe-Lauenbourg, l'époux de l'héritière Anne-Madeleine de Lobkowicz. Dévasté pendant la guerre de Trente Ans, le château a été reconstruit en style baroque de 1670 à 1683, à l'initiative de Jules-François de Saxe-Lauenbourg, fils de Jules-Henri. Après son décès en 1689, sans laisser d'héritier mâle, l'édifice est habité par ses filles Françoise-Sibylle et Anne-Marie-Françoise. 

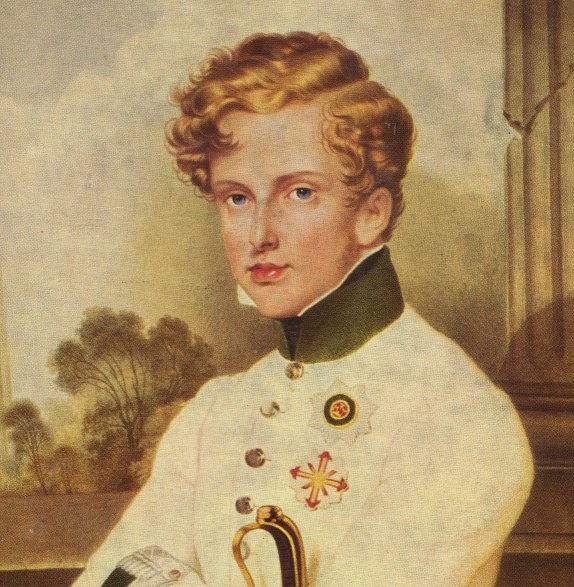
Napoléon II, duc de Reichstadt (par Moritz Michael Daffinger).

Par des héritages, le château passa à la maison de Wittelsbach et, en 1805, au futur roi Maximilien Ier de Bavière. Peu après, il appartint aux compensations obtenues par le grand-duc Ferdinand III de Toscane. En 1818, l'empereur François Ier d'Autriche attribua la seigneurie à son petit-fils Napoléon II, le fils de Napoléon Ier et Marie-Louise d'Autriche. Napoléon II prit alors le titre de duc de Reichstadt ; toutefois, il meurt en 1832 sans avoir jamais vu son château.
La seigneurie retourna aux descendants de Ferdinand III de Toscane, puis le château de Reichstadt fut l'un des lieux de repos de l'ancien empereur Ferdinand Ier. En 1876, à la veille de la guerre russo-turque s'y déroule une réunion de l'empereur François-Joseph Ier d'Autriche avec l'empereur Alexandre II de Russie. En 1900, l'archiduc François-Ferdinand d'Autriche y épousa morganatiquement la comtesse Sophie Chotek.
Après la Première Guerre mondiale et la dissolution de la monarchie austro-hongroise en 1918, la ville est intégrée officiellement à la nouvelle République tchécoslovaque par le traité de Saint-Germain-en-Laye. À la suite de la « crise des Sudètes » et des accords de Munich en 1938, elle fut incorporée dans le Reichsgau Sudetenland de l'Allemagne nazie. Occupée par les forces de l'Armée rouge à la fin de la Seconde Guerre mondiale, Zákupy fut restituée à la Tchécoslovaquie et le reste de la population de langue allemande fut expulsé.

## Administration
La commune se compose de sept quartiers :
- Božíkov
- Brenná
- Kamenice
- Lasvice
- Šidlov
- Veselí
- Zákupy

## Transports
Par la route, Zákupy se trouve à 8 km de Česká Lípa, à 41 km de Liberec et à 93 km de Prague.

## Personnalité liée à la communauté
- Meda Mládková (1919-2022), collectionneuse d'art tchécoslovaque.